# Baranów Sandomierski (gmina)
Baranów Sandomierski est une commune urbaine-rurale de la Voïvodie des Basses-Carpates et du Powiat de Tarnobrzeg. Elle s'étend sur 121,86 km2 et comptait 12 066 habitants en 2010.
Elle se situe à environ 15 kilomètres au sud-ouest de Tarnobrzeg et à 62 kilomètres au nord-ouest de Rzeszów, la capitale régionale.